# Pseuderanthemum couderci
Pseuderanthemum couderci är en akantusväxtart som beskrevs av Raymond Benoist. Pseuderanthemum couderci ingår i släktet Pseuderanthemum och familjen akantusväxter. Inga underarter finns listade i Catalogue of Life.